# جاستن فيرلاندر
جاستن فيرلاندر (مواليد 20 فبراير 1983) هو لاعب كرة القاعدة أمريكي يلعب في نادي هيوستن أسترو.